# 山川優海
山川 優海（やまかわ ゆうみ、1993年9月1日 - ）は日本の女優。千葉県出身。2014年からミュージカルカンパニー イッツフォーリーズに所属。桐朋学園芸術短期大学芸術科演劇専攻卒。

## 出演

### テレビ
- NHK Eテレ「おかあさんといっしょ　ファンターネ!」ルチータ役　操演(2022年〜現在)
- NHK Eテレ「おかあさんといっしょ　ガラピコぷ〜」チョロミー役　操演(2016年〜2022年)
- TBS系列「中居正広の金曜日のスマたちへ」熱血松岡修造のミュージカル(2015年)

### 舞台
- NHKチャリティーコンサート「おかあさんといっしょ ファミリーコンサート」(2016年〜)
- 思考動物Produce「ひとびと　この土の上で、私たちはー」(2015年　WESTEND STUDIO)
- 番外編ダンスレボリューション　〜ソノトキのワタシ〜(2015年)
- 演劇集団 座・東京みかん ミュージカル「風船爆弾を作った日々〜しゃぼん玉 宇宙までとばそ！〜」(2015年)
- 劇団企画イッツフォーリーズ公演　ミュージカル「あさはなび」(2015年 ザ・ポケット)
- 劇団企画イッツフォーリーズ新人公演「Eve」(2015年 トランクシアター)
- 第5回したまち演劇祭in台東「唄のある風景」(2014年 木馬亭)